# Lower Wick
Lower Wick – osada w Anglii, w hrabstwie Gloucestershire. Leży 26 km na południowy zachód od miasta Gloucester i 160 km na zachód od Londynu.